# (330440) Davinadon
(330440) Davinadon est un astéroïde de la ceinture principale.

## Description
(330440) Davinadon est un astéroïde de la ceinture principale. Il fut découvert le 23 février 2007 à Mayhill par Andrew Lowe. Il présente une orbite caractérisée par un demi-grand axe de 2,76 UA, une excentricité de 0,27 et une inclinaison de 3,0° par rapport à l'écliptique.